# Massi (Benin)
Massi è un arrondissement del Benin situato nella città di Zogbodomey (dipartimento di Zou) con 11.260 abitanti (dato 2006).